# Positive Leadership
Positive Leadership ist ein Modell der Mitarbeiterführung und -motivation, welches insbesondere von Kim Cameron und, im deutschsprachigen Raum, von Utho Creusen und Ruth Seliger abgeleitet wurde aus dem Ansatz der Positiven Psychologie. Diese wurde 1998 von Martin Seligman begründet und beschäftigt sich im Schwerpunkt mit dem „Gelingenden Leben“. Daniel Kahneman, einer der Hauptvertreter dieser Wissenschaft, erhielt im Jahr 2002 für seine bahnbrechenden Arbeiten den Nobelpreis für Ökonomie.

## Methoden und Instrumente
Der Positive-Leadership-Ansatz hat zahlreiche Methoden und Instrumente der Positiven Psychologie übernommen, in der Unternehmenspraxis implementiert und wissenschaftlich untersucht. Er besteht aus den Hauptbereichen:
- Flow – Bei diesem von Mihály Csíkszentmihályi  aus der Glücksforschung entwickelten Ansatz geht es um die Kombination von Höchstleistung und Arbeitszufriedenheit.
- Engagement – Hierbei geht es um die Messung von Mitarbeiterengagement anhand derjenigen Faktoren, die eine hohe Korrelation zur Leistungsfähigkeit von Mitarbeitern zeigen.
- Stärkenorientierung – Hierbei geht um das Stärken von persönlichen Stärken auf Basis wissenschaftlicher Messinstrumente (insbesondere dem Clifton StrengthsFinder) zur Analyse persönlicher Stärken und Teamstärken.
- Grid – Bei diesem von Robert Blake und Jane Mouton entwickelten Ansatz geht es um die Beteiligung von betroffenen Mitarbeitern zur Erzielung größtmöglicher Identifikation mit dem Unternehmen.
- Sechs Hüte des Denkens – Bei diesem von Edward de Bono entwickelten Ansatz geht es um die Steigerung der Effizienz von Teams durch den Aufbau des parallelen Denkens.
- Vision – Hierbei geht es um die Definition der Unternehmensgrundwerte, des Unternehmenszwecks, der herausfordernden Unternehmensziele sowie der langfristigen Unternehmensvision.

## Anwendung und Forschung
Zahlreiche Unternehmen wie Ikea, Douglas, Thalia, Globus, Heinz, Unilever, The Wrigley Company, Media-Markt, Saturn und Metro setzen die Ansätze und Instrumente erfolgreich zum Aufbau einer positiven Unternehmenskultur ein. Die wissenschaftliche Evaluation wird unter anderem an der Katholischen Universität Eichstätt-Ingolstadt durchgeführt, die die Ergebnisse in der jährlichen Summerschool veröffentlicht.